# Шарга Олена Валеріївна
Оле́на Вале́ріївна Ша́рга (нар. 21 грудня 1986) — українська шосейна велосипедистка.

## З життєпису
Виступає за жіночу континентальну команду UCI Women's Team Lviv Cycling Team. У 2012 році брала участь у Чемпіонаті світу UCI.
- 2009 — Чемпіонат України з велоспорту на шосе — 3-тє місце в гонці на час
- 2012 — 49-те місце в шосейних гонках серед жінок на Чемпіонаті світу з шосейного велосипеду
- 2013 — 3-тє місце в чемпіонаті України з гонки на час
- 2015 — 3-тє місце в чемпіонаті України з гонки на час. Учасниця Європейських ігор-2015.
- 2018 — 2-ге місце в чемпіонаті України з гонки на час
- 2019
  - Grand Prix Velo Alanya
  - 3-тє місце в Race Horizon Park
  - 3-тє місце в чемпіонаті України з шосейних велогонок
- 2020 — 2-ге місце на Grand Prix Belek
- 2021
  - 2-ге місце на Kahramanmaraş Grand Prix
  - 3-тє місце на «Grand Prix Velo Erciyes»